# Sport Club Suzzara 1991-1992
Questa voce raccoglie le informazioni riguardanti lo Sport Club Suzzara nelle competizioni ufficiali della stagione 1991-1992.

## Rosa
| N. |                   | Ruolo | Calciatore          |
| -- | ----------------- | ----- | ------------------- |
|    | Italia (bandiera) | D     | Giulio Andreoli     |
|    | Italia (bandiera) | D     | Matteo Barella      |
|    | Italia (bandiera) | P     | Mirko Benevelli     |
|    | Italia (bandiera) | A     | Roberto Bidini      |
|    | Italia (bandiera) | C     | Vincenzo Bonadies   |
|    | Italia (bandiera) | C     | Ferruccio Bonvini   |
|    | Italia (bandiera) | D     | Pierangelo Carletti |
|    | Italia (bandiera) | D     | Giuseppe Colombo    |
|    | Italia (bandiera) | C     | Ugo Coltorti        |
|    | Italia (bandiera) | A     | Enrico Croce        |
|    | Italia (bandiera) | D     | Gianluca Dall'Orso  |
|    | Italia (bandiera) | C     | Matteo Fattori      |
|    | Italia (bandiera) | P     | Maurizio Franzone   |

| N. |                   | Ruolo | Calciatore         |
| -- | ----------------- | ----- | ------------------ |
|    | Italia (bandiera) | P     | Valerio Fretta     |
|    | Italia (bandiera) | C     | Mario Giannoni     |
|    | Italia (bandiera) | A     | Alessandro Guiotto |
|    | Italia (bandiera) | A     | Giovanni Macera    |
|    | Italia (bandiera) | D     | Mirko Marcolongo   |
|    | Italia (bandiera) | D     | Fabio Mastrocinque |
|    | Italia (bandiera) | C     | Enrico Mendo       |
|    | Italia (bandiera) | C     | Corrado Ottanelli  |
|    | Italia (bandiera) | C     | Danilo Ronzani     |
|    | Italia (bandiera) | A     | Roberto Russo      |
|    | Italia (bandiera) | A     | Davide Scardua     |
|    | Italia (bandiera) | D     | Ivan Sottini       |